# Ivar Aronsson
Ivar Mauritz Aronsson (24. marts 1928 i Kungälv - 6. februar 2017 smst.) var en svensk roer.
Aronsson vandt (sammen med Olle Larsson, Gösta Eriksson, Evert Gunnarsson og styrmand Bertil Göransson) sølv ved OL 1956 i Melbourne i disciplinen firer med styrmand. Italien og Finland vandt henholdsvis guld og bronze. Ved de samme lege var han med i den svenske otter, der blev nr. 4 i konkurrencen.
Eriksson vandt desuden to EM-sølvmedaljer i 1955, en i firer med styrmand og en i otter. Dertil kan lægges 13 svenske og et nordisk mesterskab.

## OL-medaljer
- 1956:  Sølv i firer med styrmand